# 教宗则斐琳
聖則斐琳（拉丁語：Sanctus Zephyrinus PP.；？—217年12月20日，原名不詳）於198年－217年或218年出任天主教會第15任教宗，出生於羅馬。
則斐琳的主要顧問嘉禮一世接任成為教宗。
他的聖日是8月26日。

## 譯名列表
- ：梵蒂岡廣播電台作。
- ：香港天主教教區檔案　歷任教宗作。